# 十字架上のキリスト (スルバラン)
『十字架上のキリスト』（じゅうじかじょうのキリスト、西: Crucificado, 英: Christ on the Cross）は、スペインのバロック絵画の巨匠フランシスコ・デ・スルバランが1627年にキャンバス上に油彩で制作した絵画である。1626年、画家はセビーリャのサン・パブロ・デ・レアル (San Pablo de Real) 修道院のドミニコ会士たちと8ヶ月で21点の絵画を制作する契約を交わした。 それらの絵画のうちの1点が本作『十字架上のキリスト』で、完成後は上述の修道院の小礼拝堂に掲げられた。十字架の下の紙片に画家の名前と絵画の制作年が記されている。現在、シカゴ美術館に所蔵されている。

## 作品
本作は同時代の人々に非常に高く賞賛されたが、彼らは何よりも作品のリアリティに感動したのであった。ある礼賛者が書いているように、「照明の貧しい小礼拝堂の閉ざされた鉄格子の向こうに掲げられており、それが絵画とは知らずに眺めたすべての人々が、彫刻作品と信じたのである」。1629年に、セビーリャの市議会は、当時リェレーナ (Llerena) に住んでいたスルバランがセビーリャに移って居を構えるよう提案した。
スルバランの本作は、ディエゴ・ベラスケスが1632年に制作した『十字架上のキリスト』 (プラド美術館) 同様にトリエント公会議後の対抗宗教改革の傾向に従い、イエス・キリストのみに焦点を当てている。この作品は物語風に描かれているのではなく、イコンとして描かれているのである。荒削りの十字架に釘にづけにされたキリストは完全に孤独であり、時間と空間や他の人物に対する言及は一切なされておらず、この隔離状態がすべての関心を画像に集中することを強いる。闇の背景から浮かび上がるキリストはその静かな優美さで理想化されると同時に、個性的な顔立ちと徹底したリアリズムで人間化されている。

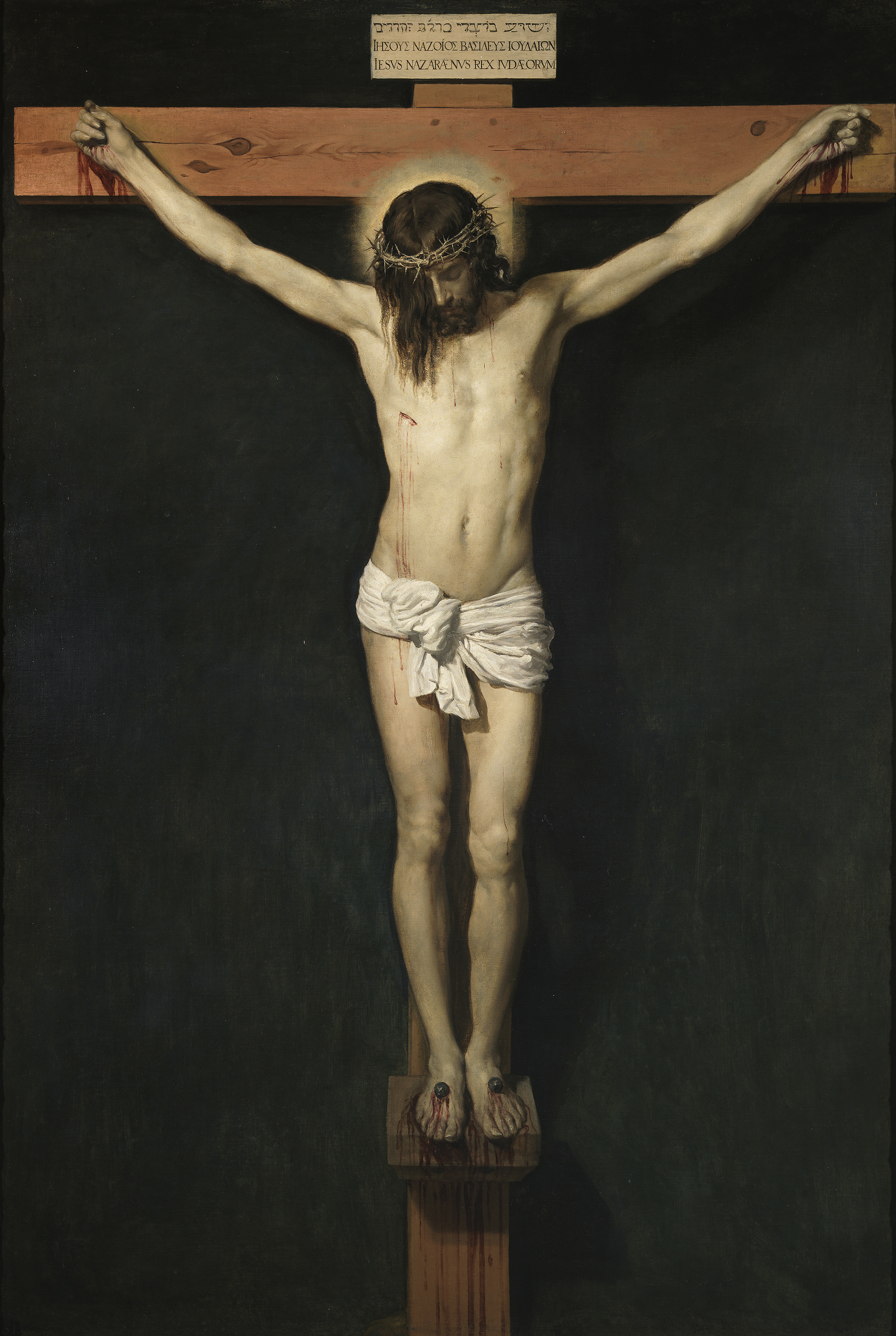
ディエゴ・ベラスケス『十字架上のキリスト』 (1632年) プラド美術館

磔にされるキリストに何本の釘が用いられるべきかは当時、論争の的で、スウェーデンのビルギッタは4本であったと記述していた。スルバランは、ベラスケスの同主題作同様にキリストの足が別々に釘で打たれている姿を表わしている。この図像をセビーリャで一般化したのは、ベラスケスの岳父で、スルバランの年長の同時代人の画家フランシスコ・パチェーコであった。
画面の右側から注ぐ輝くばかりの光は、キリストの筋肉と骨を鑑賞者に浮き彫りにするが、それは向かって右側のみである。左側は影に沈み、その影は両脚を剃刀の刃のように鋭く、しかも恣意的に裁断する。キリストの遺体の重量感は、十字架の横木の先端に向かって真っすぐに延びる腕によって表現されているが、左側は腰から手首にかけて緩やかに湾曲する曲線が続いている。かくして重心の左方への傾きは、右側の鋭角とは対照的な長大な弧形をもって設定されている。キリストの頭部の位置と白い腰布の下がり方がそうしたなだらかな動勢をより強調している。一見、実物そのものに見える本作であるが、スルバランは図像を劇的に表現するために巧妙な工夫を用いているのである。